# Злодеево
Злодеево — деревня в Вельском районе Архангельской области. Входит в состав Муниципального образования «Усть-Вельское».

## География
Деревня расположена в южной части Архангельской области, в таёжной зоне, в пределах северной части Русской равнины, в 15 километрах на юго-запад от города Вельска, на левом берегу реки Пежма притока Ваги. Ближайшие населённые пункты: на западе деревня Есяковская.
Часовой пояс
Злодеево, как и вся Архангельская область, находится в часовой зоне МСК (московское время). Смещение применяемого времени относительно UTC составляет +3:00.

## Население
| 2002 | 2010 | 2012 | 2014 |
| ---- | ---- | ---- | ---- |
| 8    | →8   | →8   | ↘5   |

## История
Указана в «Списке населённых мест по сведениям 1859 года» в составе Вельского уезда(1-го стана) Вологодской губернии под номером «2195» как «Шелюбинское(Злодiево)». Насчитывала 11 дворов, 29 жителей мужского пола и 34 женского.
В материалах оценочно-статистического исследования земель Вельского уезда упомянуто, что в 1900 году в административном отношении деревня входила в состав Никифоровского сельского общества Никифоровской волости. На момент переписи в селении Шелюбинское(ЗлодҌево) находилось 18 хозяйств, в которых проживало 62 жителя мужского пола и 46 женского.
В деревне находилась деревянная часовня, конца XIX века - начала XX века  постройки. Представляла собой четверик основного объёма, с небольшой главкой и четырёхскатной крышей. В честь какого святого или праздника освящён храм - неизвестно.